# روي براشير
روي براشير (بالإنجليزية: Roy Brashear)‏ هو لاعب كرة قاعدة أمريكي، ولد في 3 يناير 1874 في أشتابولا في الولايات المتحدة، وتوفي في 20 أبريل 1951 في لوس أنجلوس في الولايات المتحدة.

## وصلات خارجية
- روي براشير على موقعبيزبول رفرنس.كوم (الدوري الرئيسي) (الإنجليزية)
- روي براشير على موقعبيزبول رفرنس.كوم (الدوري الثانوي) (الإنجليزية)